# Louis Richelot
Pour les articles homonymes, voir Richelot.
Louis Guy Richelot, né en 1786 à Rennes et mort en 1855 dans la même ville, est un architecte français. Il occupe le poste nouvellement créé d'architecte du département d'Ille-et-Vilaine de 1828 à 1843, et est chargé des édifices diocésains (notamment de la cathédrale de Rennes) de 1826 à 1843.

## Biographie
Louis Guy Marie Rose Richelot est le fils de Louis René Richelot du Plessis, avocat au parlement de Bretagne, inspecteur des Eaux et Forêts, conseiller général d'Ille-et-Vilaine, décoré du Lys, et de Marie Rose de La Chaussonnière. Il est le demi-frère d'Hippolyte Richelot, doyen de la faculté de droit de Rennes. Il épouse Joséphine Tual, dame du Mottay.
Formé chez Félix Anfray, ingénieur en chef des Ponts-et-Chaussée d’Ille-et-Vilaine sur le canal d’Ille-et-Rance, puis chez Antoine-Marie Peyre, il travaille au Dépôt général de la Guerre pour les cartes et plans de Paris, puis sur le chantier de la cathédrale Saint-Pierre de Rennes avec Philippe Binet et Mathurin Crucy. Il effectue un voyage en Italie, entre 1825 et 1826, dans le but d'approfondir ses connaissances.
Il occupe les postes d'architecte du département d’Ille-et-Vilaine de 1828 à 1843 et d'architecte chargé des édifices diocésains de 1826 à 1843. Il démissionne pour raison de santé en 1843. Léonce Couëtoux lui succède comme architecte du département.

## Œuvres

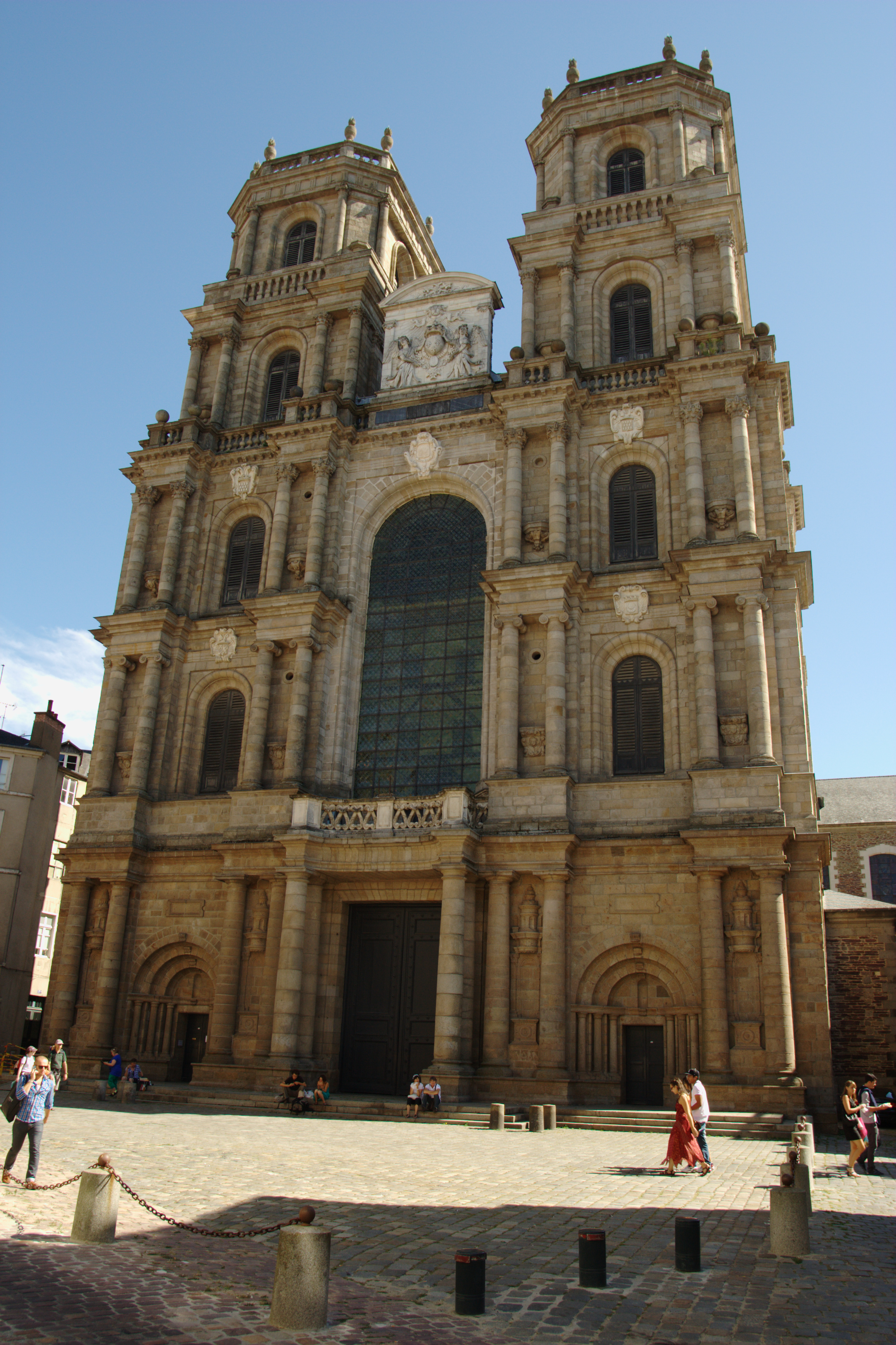
La cathédrale Saint-Pierre de Rennes.
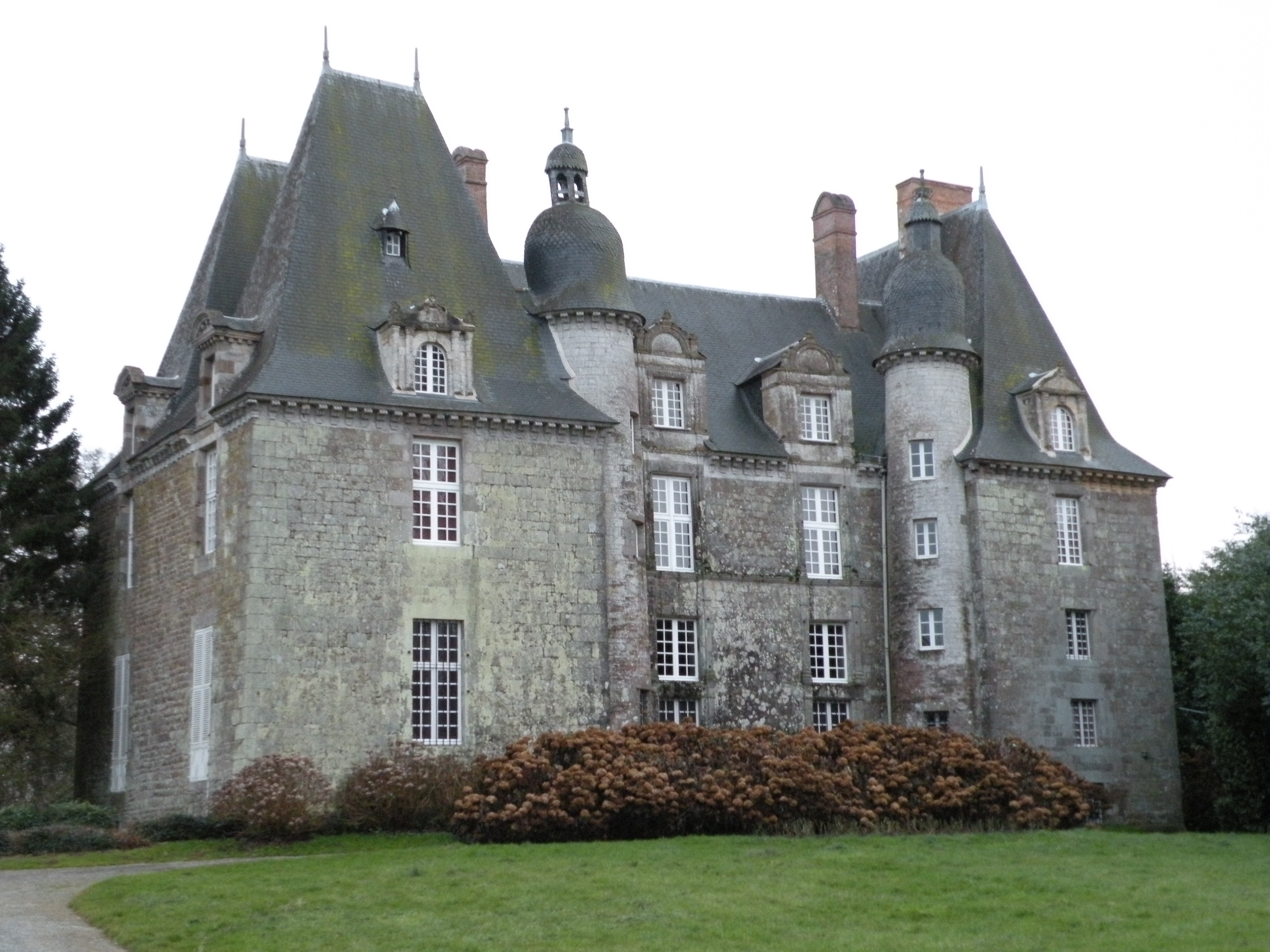
Le château de La Chapelle-Chaussée.
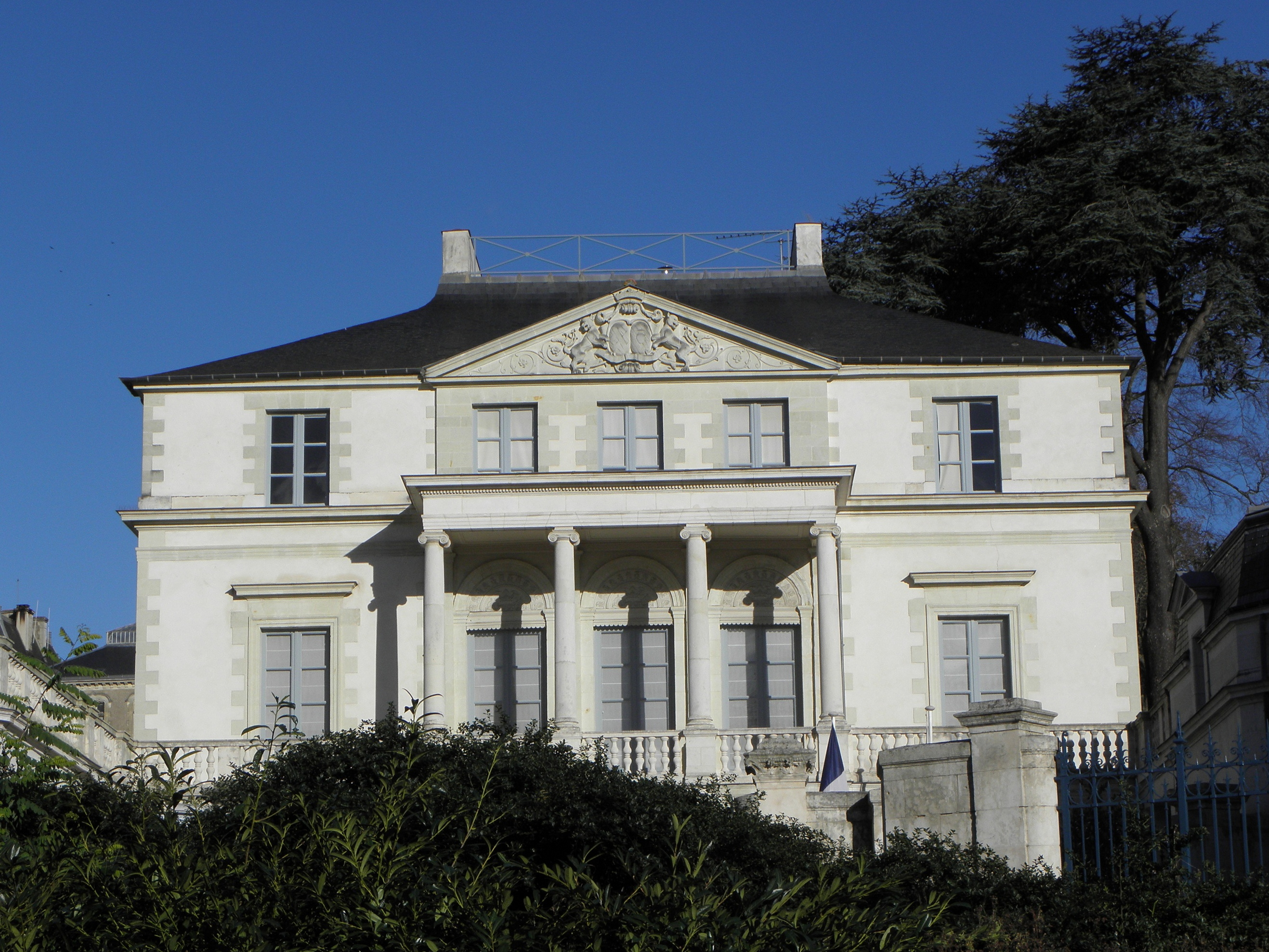
L'hôtel de Courcy à Rennes.
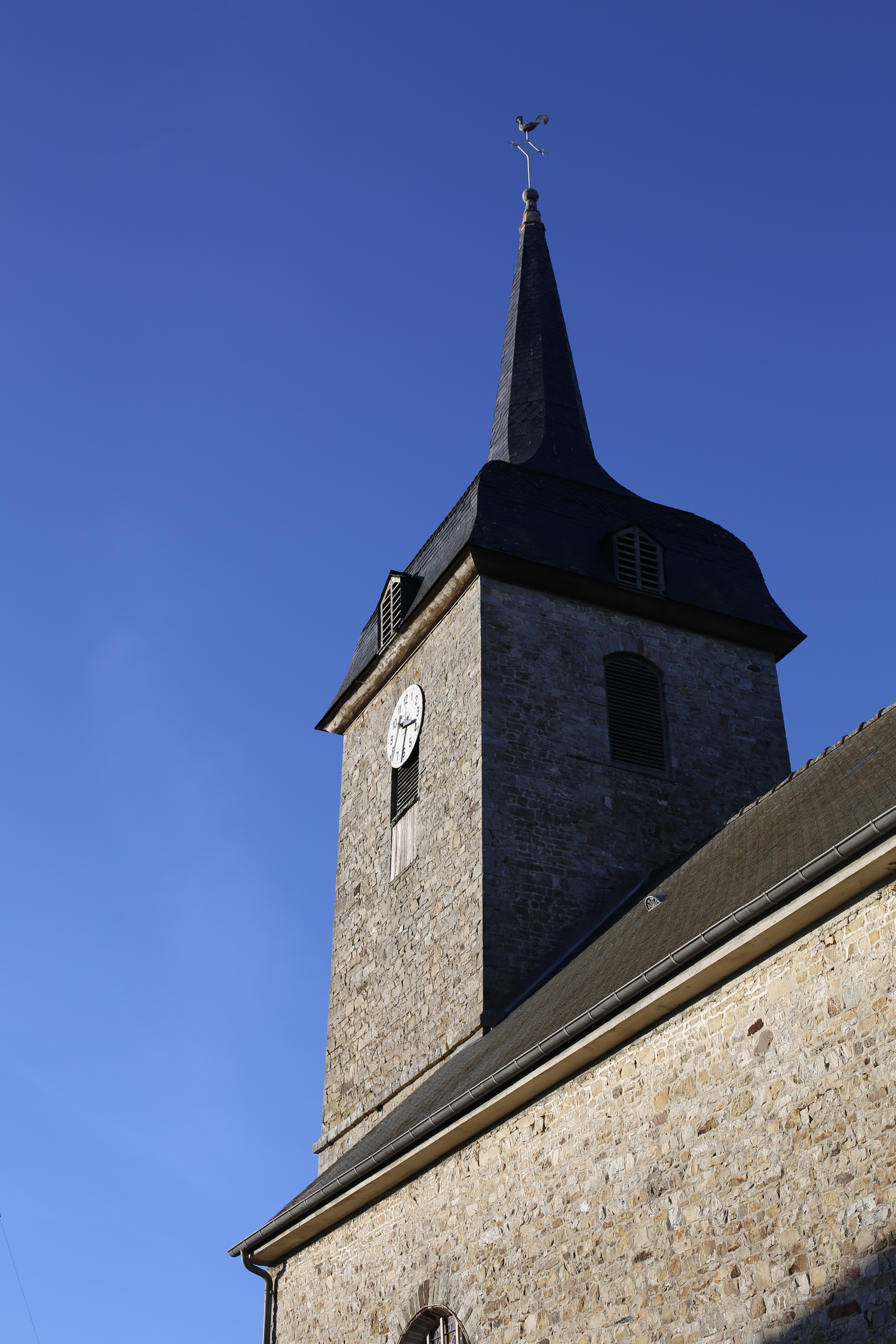
L'église Saint-Barthélemy de Thourie.
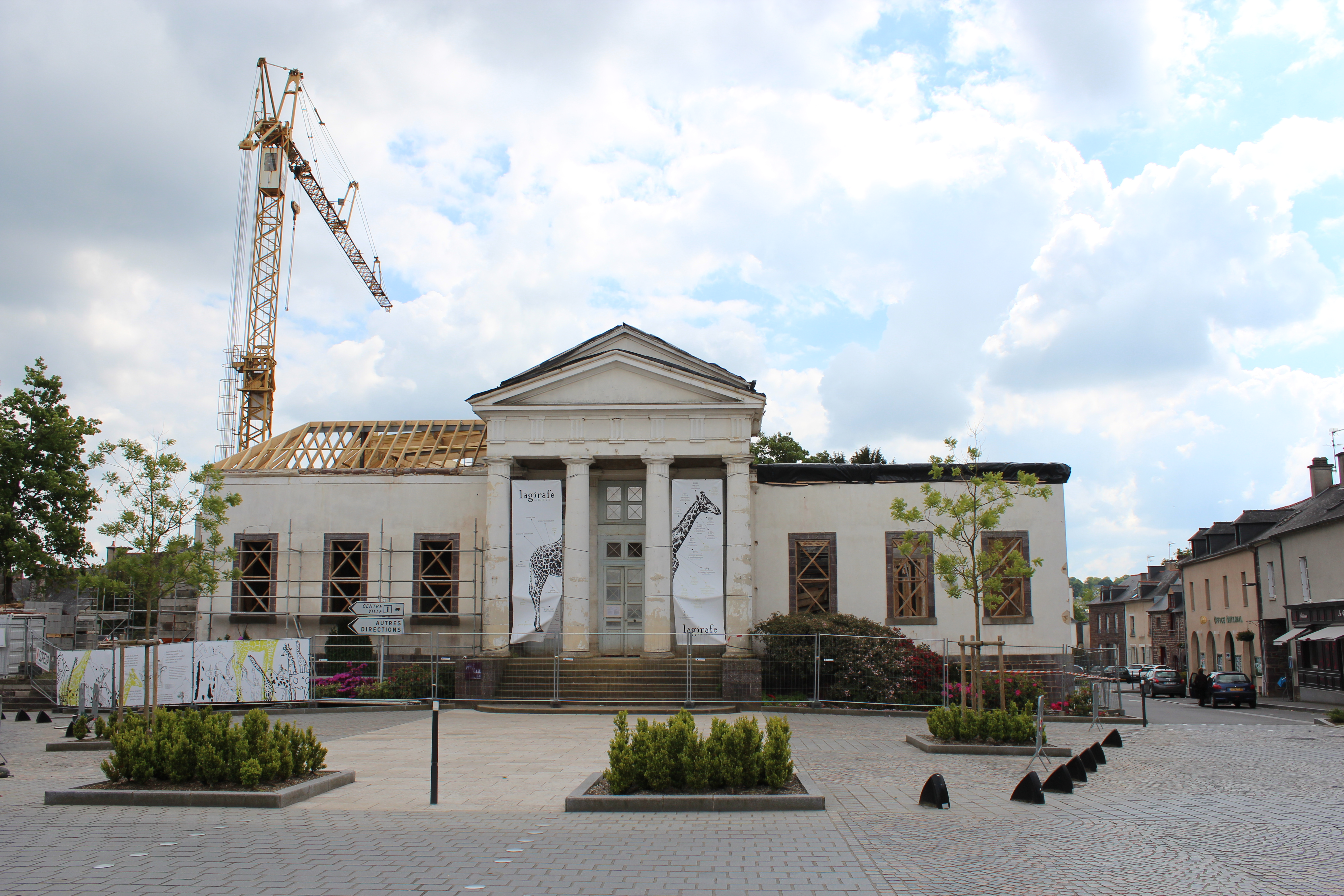
Le palais de justice de Montfort-sur-Meu.

- cathédrale Saint-Pierre de Rennes, classé MH[5],[6]
- château de La Chapelle-Chaussée (1834)[7], inscrit MH[8]
- château de La Houssaye, Redon
- château de La Hublais, Cesson-Sévigné
- château de La Gromillais
- château de Québriac (1827), inscrit MH[9]
- château du Grand-Domaine (1838-1839), Saint-Gilles
- hôtel de Courcy (1827-1835), Rennes, no 9 rue Martenot
- hôtel de Lépinay, Rennes, no 9 rue du Général Guillaudot
- hôtel Villemain, Rennes, no 11 rue Martenot
- hôtel Richelot (1831), Rennes, no 4 rue Martenot
- église de Sainte-Anne-sur-Vilaine[10]
- église Saint-Barthélemy, Thourie[11]
- église Saint-Martin-de-Tours, Amanlis[12], inscrit MH[13]
- église Saint-Pierre, Vezin-le-Coquet[14]
- palais de justice de Montfort-sur-Meu
- palais de justice de Redon
- sous-préfecture de Redon

À la ville de Rennes, il fut notamment précédé par Charles Millardet et suivi par Jean-Baptiste Martenot.